# Divân de Hafez
 (mai 2021).
La mise en forme du texte ne suit pas les recommandations de Wikipédia : il faut le « wikifier ».
Les points d'amélioration suivants sont les cas les plus fréquents :
- Les titres sont pré-formatés par le logiciel. Ils ne sont ni en capitales, ni en gras.
- Le texte ne doit pas être écrit en capitales (les noms de famille non plus), ni en gras, ni en italique, ni en « petit »…
- Le gras n'est utilisé que pour surligner le titre de l'article dans l'introduction, une seule fois.
- L'italique est rarement utilisé : mots en langue étrangère, titres d'œuvres, noms de bateaux, etc.
- Les citations ne sont pas en italique mais en corps de texte normal. Elles sont entourées par des guillemets français : « et ».
- Les listes à puces sont à éviter, des paragraphes rédigés étant largement préférés. Les tableaux sont à réserver à la présentation de données structurées (résultats, etc.).
- Les appels de note de bas de page (petits chiffres en exposant, introduits par l'outil «  Source ») sont à placer entre la fin de phrase et le point final[comme ça].
- Les liens internes (vers d'autres articles de Wikipédia) sont à choisir avec parcimonie. Créez des liens vers des articles approfondissant le sujet. Les termes génériques sans rapport avec le sujet sont à éviter, ainsi que les répétitions de liens vers un même terme.
- Les liens externes sont à placer uniquement dans une section « Liens externes », à la fin de l'article. Ces liens sont à choisir avec parcimonie suivant les règles définies. Si un lien sert de source à l'article, son insertion dans le texte est à faire par les notes de bas de page.
- La présentation des références doit suivre les conventions bibliographiques. Il est recommandé d'utiliser les modèles {{Ouvrage}}, {{Chapitre}}, {{Article}}, {{Lien web}} et/ou {{Bibliographie}}. Le mode d'édition visuel peut mettre en forme automatiquement les références.
- Insérer une infobox (cadre d'informations à droite) n'est pas obligatoire pour parachever la mise en page.

Pour une aide détaillée, merci de consulter Aide:Wikification.
Si vous pensez que ces points ont été résolus, vous pouvez retirer ce bandeau et améliorer la mise en forme d'un autre article.
Le Divân de Hafez (دیوانِ حافظ) est une oeuvre lyrique qui contient tous les poèmes de Hafez. La plupart de ces poèmes sont en persan, mais il existe aussi des poèmes en langue macaronique (en persan et en arabe) et un ghazal entièrement arabe. La partie la plus importante de ce Divan est les ghazals. Les poèmes sous d'autres formes telles que qetʿe (قطعه), qasida (قصیده), mathnawi (مثنوی) et rubaʿi (رباعی) sont également inclus dans le Divān. Il n'y a aucune preuve que les poèmes perdus de Hafez pourraient avoir constitué la majorité de sa production poétique. Il semble que Hafez était très célèbre pendant sa vie et qu'il n'ait été un poète prolifique.
Le nombre de ghazals généralement reconnu est inférieur à 500 : 495 ghazals sont contenus dans les éditions Ghazvini et Ghani, 486 ghazals forment la deuxième édition de Natel-Khanlari et 484 ghazals celle de l'édition Sayeh.

## Publications et traductions
Le Divan de Hafez a probablement été compilé pour la première fois après sa mort par Mohammad Golandam. Cependant, certains rapports non confirmés indiquent que Hafez a publié son Divān en 1368/770 AH ; ce qui signifie qu'il a été édité plus de vingt ans avant sa mort. Mais il ne reste pas d'originaux de cette version.
Il existe plusieurs manuscrits célèbres en Iran, en Europe et dans d'autres lieux, manuscrits datant du milieu du XIVe siècle, soit de trente à soixante ans après la mort du poète. Les plus reconnus d'entre eux ont moins de 500 ghazals. Les versions suivantes contiennent 600 ghazals et plus.
En 1958, Parviz Natel-Khanlari a publié un manuscrit datant d'environ 813 AH, et qui contient 152 ghazals. Les manuscrits dérivés, utilisant parfois le persan, le turc ou l'ourdou, se sont poursuivis au cours des quatre siècles suivants.
Dans le poème de Hafez, 23 rythmes et 10 compteurs de prosodie sont utilisés.
Jusqu'en 1988, plusieurs traduction de Divān intégrales ou partielles ont été réalisées en ourdou, pendjabi, sindhi, arabe, anglais, indous et pakistanais. Puis des extraits, et arrangements ont été réalisés pour chanter en anglais, français, allemand, russe, arménien, bulgare, tchèque, chinois, danois, néerlandais, finnois, grec, hongrois, italien, latin,lituanien, norvégien, polonais, portugais, roumain, serbe, suédois, espagnol et turc.
Selon Yarshater, aucun poète persan n'a été autant analysé et interprété. Aucun autre poète persan ne possédait une telle combinaison d'imagination fertile, d'expression littéraires, de choix de mots et d'expressions.
Il a eu une grande influence sur les écrivains suivants. Selon les experts et les catalogueurs, pendant les quatre cents ans de compilation de Divan, du XIVe siècle jusqu'à sa publication à Calcutta en 1791 AH / 1206 AD, cet ouvrage a été écrit et copié plus que toute autre œuvre littéraire.
Le nombre de manuscrits du divan de Hafez est d'environ 1700, dispersés non seulement en Iran, mais également dans toute région géographique de langue persanen parmi toutes les classes sociales. Pour ce qui est de l'audiences de la langue persane, il a dépassé toutes les grandes œuvres de la littérature persane.
Ce qui a été publié à partir des poèmes de Hafez comprend des collections incomplètes, complètes, non critiques et critiques, la lithographie, la calligraphie, le fac-similé et la typographie.
Au moins 300 exemplaires imprimés du Divān ont été cités depuis 1988, et d'autres ont été publiés depuis. L'influence de Hafez sur la vie des Iraniens peut être vue dans la continuation de la popularité de ses poèmes des générations précédentes à nos jours et l'utilisation de ces poèmes dans les conversations quotidiennes. Cette immortalité et cette popularité ont provoqué une réflexion unique dans la culture et l'art des locuteurs persans et se reflètent dans les œuvres de nombreux calligraphes, peintres, tisseurs de tapis et artistes.
En France, l'écrivain Pierre Seghers, a publié le livre :
- Hâfiz, Le Livre d'or du Divan, Seghers, traductions par Homayoun Fard Hossein et son épouse Jocelyne Homayoun Fard, en 1978[12].